# تتسوبین (کتری)

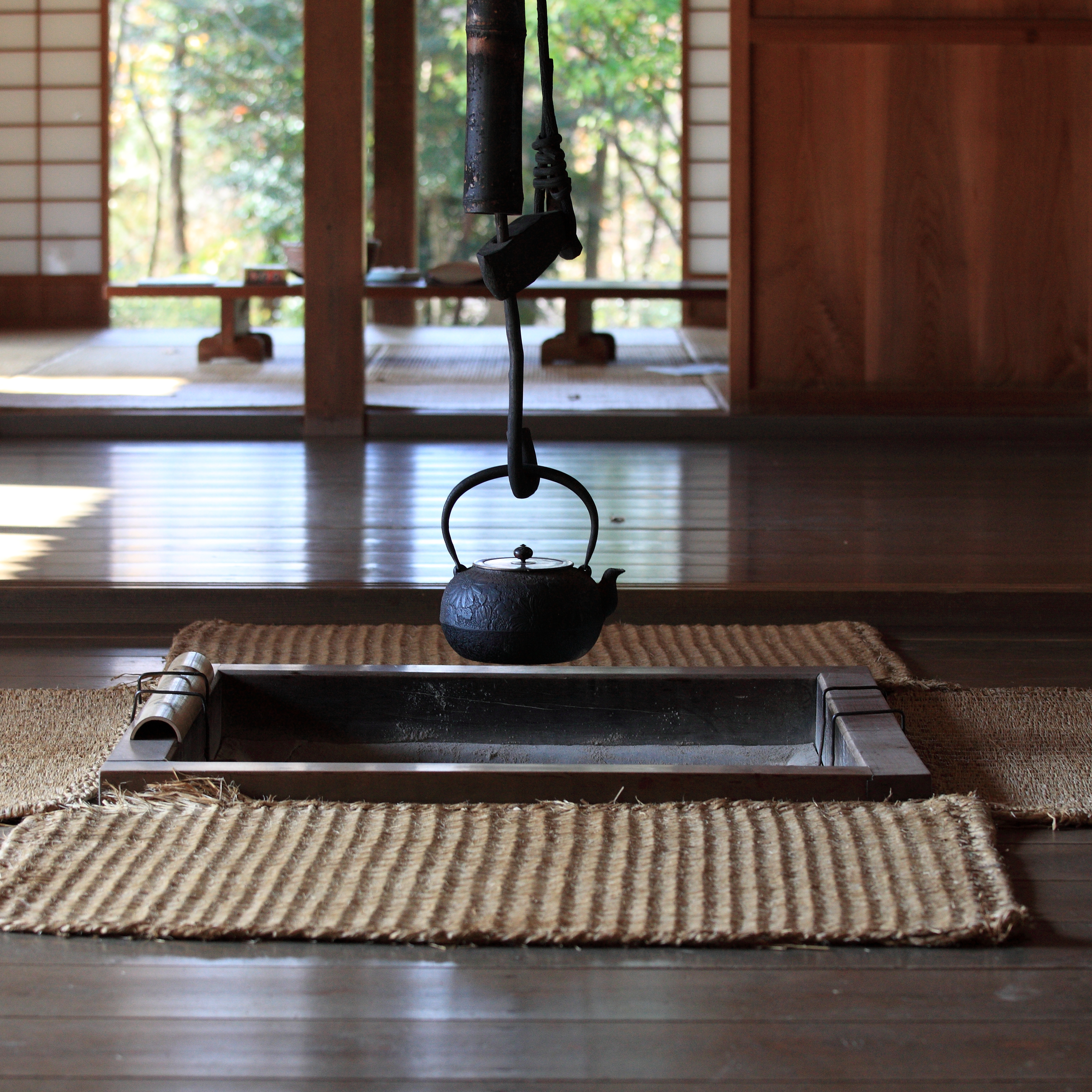
نوع قرارگیری کتری تتسوبین در یک خانه روستایی ژاپنی

تتسوبین (انگلیسی: Tetsubin) نوعی کتری چدنی ژاپنی است. این نوع کتری به صورت سنتی بر روی زغال قرار می‌گیرد.